# Myrceugenia parvifolia
Myrceugenia parvifolia là một loài thực vật có hoa trong Họ Đào kim nương. Loài này được (DC.) Kausel mô tả khoa học đầu tiên năm 1942.